# Orazione nell'orto col donatore Luigi I d'Orléans
L'Orazione nell'orto col donatore Luigi I d'Orléans è un dipinto a tempera e olio su tavola di un pittore sconosciuto, forse Colart de Laon, realizzato circa nel 1405-1408 e conservato nel Museo del Prado di Madrid in Spagna.

## Storia
È stato un dipinto ignorato fino a quando non è stato presentato dal Museo del Prado nel febbraio 2013, dopo averlo acquistato nel maggio dell'anno precedente e restaurato. Si tratta di un'opera eccezionale perché si conservano pochissime tavole francesi realizzate tra il 1380 e il 1420, solo una dozzina(poiché molte furono distrutte, soprattutto durante la Rivoluzione francese e le rivolte religiose), e poche o nessuna della qualità di questa. Costituisce infatti una delle scoperte più importanti da molto tempo nella pittura medievale francese, e lo stesso Museo del Louvre era molto interessato ad acquistarlo. Nella collezione del Prado rappresenta una novità assoluta, non essendovi opere di queste caratteristiche.
L'autore del dipinto, realizzato a Parigi su tavola di quercia baltica, è sconosciuto, anche se potrebbe essere Colart de Laon (att. 1377; morto prima del 27 maggio 1417), pittore e “valet de chambre” (camera assistenza) dal donatore.

### Provenienza
L'opera apparteneva ad un collezionista privato che ha preferito rimanere anonimo. La sua famiglia, di origine francese, si stabilì in Spagna al tempo di Giuseppe Bonaparte, anche se questi affermò di non ricordare se suo padre l'avesse ereditata o l'avesse acquistata. Lo offrì al Prado, tramite Sotheby's Spagna, a prezzo fisso: ottocentocinquantamila euro , offerta che è stata accettata dal Royal Board of Trustees del museo il 22 maggio 2012. La cifra è in realtà ben al di sotto del suo valore di mercato. Secondo Guillaume Kientz, curatore dei dipinti al Louvre, il prezzo è "molto basso per un pezzo di questa rarità e qualità, e noi o qualche museo americano specializzato in questo tipo di primitivo avremmo pagato molto di più"8. A titolo di confronto, il museo parigino ha pagato poco tempo prima sette milioni e ottocentomila euro per un'opera di queste caratteristiche, Le Christ de pitié soutenu par saint Jean l'Évangéliste en présence de la Vierge et de deux anges (Cristo in pietà sostenuto da san Giovanni Evangelista alla presenza della Vergine e due angeli), c. 1405-1410, attribuito a Jean Malouel, più grande (102,5 cm × 77,5 cm) ma molto peggio conservato1.

### Restaurazione

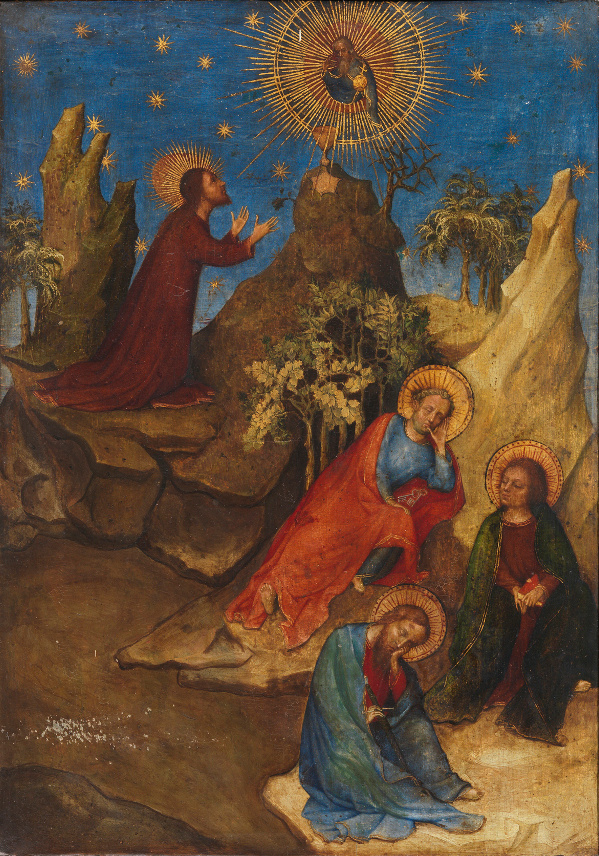
Aspetto del dipinto prima del restauro.

Le figure del Duca e di sant'Agnese sono state ricoperte da una fitta ridipintura quando l'opera è entrata nel Museo nel febbraio 2011 per effettuare uno studio prima della sua acquisizione. La fluorescenza indotta dalla luce ultravioletta ha rivelato l'esistenza di una vasta area ridipinta e successivamente la radiografia ha rivelato la presenza delle due figure nel disegno di fondo, che è stato successivamente convalidato dalla riflettografia infrarossa. Erano presenti due strati di riverniciatura insolubile, applicati in tempi diversi, ma tra di essi è stato interposto uno strato intermedio e lo strato di pittura originale, la vernice ossidata originale, che ha facilitato la rimozione delle aggiunte. Tuttavia, visto il delicato stato dell'opera, il lavoro doveva essere fatto a secco, usando un bisturi, e usando un microscopio con lenti fino a quaranta ingrandimenti, un procedimento impegnativo che ha richiesto un anno di maneggio. D'altra parte, l'uso del microscopio, cosa insolita, era possibile per le piccole dimensioni del pezzo e perché si tratta di un dipinto primitivo, eseguito a tempera, mentre la ridipintura è stata eseguita ad olio, e la sua granulometria è molto diversa, l'olio è molto più ruvido e ciò ne ha facilitato l'identificazione visiva. Tolta la ridipintura di quella zona e tornate alla luce le due figure nascoste, si vide che la loro gamma cromatica non corrispondeva a quella delle altre, per cui si sospettava che fossero state anch'esse ritoccate, in quanto così hanno rivelato i testimoni della pulizia. 
Una volta eliminate tutte le ridipinture, si è verificato che il pannello si trova in uno stato di conservazione straordinario, di colore molto vivido e con poche perdite di materia pittorica e di dimensioni non eccessivamente grandi. Infatti, secondo la restauratrice, María Antonia López de Asiaín, alla fine la riverniciatura ha agito come uno strato protettivo.

## Descrizione
A sinistra della scena c'è il donatore, Luigi I, duca d'Orléans, fratello del re Carlo VI di Francia. È anche l'unico dipinto su tavola in cui compare la sua immagine, che le conferisce anche un grande valore storico. Potrebbe essere identificato grazie alle foglie d'ortica dorate che compaiono sulle maniche del suo lungo soprabito pellanda foderato di pelliccia, poiché le foglie di ortica, che in araldica simboleggiano il pungiglione della morte, erano un emblema che usava dal 1399 ed è anche affermava nei suoi inventari che nel 1403 possedeva "LXV feuilles d'or en façon d'orties" (sessantacinque foglie d'oro come ortiche). Accanto a lui sant'Agnese, identificabile dall'agnello aureolato che appare ai suoi piedi, suo caratteristico elemento iconografico. La sua inclusione potrebbe essere dovuta sia all'essere patrono del padre, Carlo V di Francia, nato il giorno della festa della santa, il 21 gennaio, sia all'essere patrono della famiglia Visconti, alla quale apparteneva il padre della moglie, Valentina Visconti.
La cornice, che è originale, presenta alle estremità laterali quattro fori per i cardini, per cui l'opera potrebbe essere stata originariamente il pannello centrale di un piccolo trittico, forse con le armi del Duca e quelle della moglie nei pannelli laterali.
Oggetto stesso dell'opera (l'ultima orazione di Cristo prima di essere tradito, di chiaro simbolismo), l'incorporazione del Salmo 51 della Bibbia "Miserere mei, Deus: secundum magnam misericordiam tuam..." nel filatterio portato dal duca, insieme al fatto che non è accompagnato dalla moglie e dai figli, come di consueto, suggeriscono un contesto funerario, nel qual caso il dipinto non sarebbe stato effettivamente commissionato da Luis ma dalla sua vedova e dal figlio maggiore Carlo di Valois-Orléans dopo essere stato assassinato, con un'ascia alla testa il 23 novembre 1407 per ordine di Giovanni di Borgogna.
Alla qualità dell'esecuzione si unisce quella dei materiali utilizzati: rovere baltico per il supporto e blu oltremare molto utilizzato. Questo pigmento era ottenuto dalla frantumazione del lapislazzuli, una delle materie prime più costose dell'epoca (era noto come "oro blu") perché fino alla scoperta dell'America si poteva ottenere solo in Afghanistan, nelle cave di Badakhshan, da dove doveva essere portato attraverso la Via della Seta. Infatti, quando un cliente commissionava un'opera a un pittore, il blu oltremare, come l'oro, veniva fatturato a parte e contrattualmente veniva specificata la superficie del dipinto che sarebbe andata in quel colore.

### Video
- (ES) Obra comentada: La Oración en el huerto con el donante Luis I de Orleans, su YouTube, 11 febbraio 2013. URL consultato il 10 aprile 2022. Ospitato su Museo Nacional del Prado.